# Белгородско-Харковска операция
Белгородско-Харковската операция е настъпателна операция на Червената армия срещу германски войски, състояла се от 3 до 23 август 1943 г. по време на Втората световна война.
Съгласно съветската и руската историография операцията представлява част от заключителния етап на Курската битка. Резултат от нея е ликвидирането на германската окупация на Белгород и Харков.

## Военна обстановка до офанзивата
През юли 1943 г. Третият райх предприема мащабна офанзива в централната част на Източния фронт с цел да разгроми главните сили на Червената армия. Операция „Цитадела“ търпи неуспех срещу добре подготвената отбрана и през втората половина на месеца идва ред за контранастъпление на съветските войски. Първият удар е нанесен на север, срещу немската група армии „Център“ около град Орел. Вторият, насочен против група армии „Юг“, се отлага до началото на август, докато съветското командване (Ставка на Върховното главно командване) завърши съсредоточаването на войските си.

## Съветски планове
След провала на „Цитадела“ германските войски се окопават в плацдарма около Белгород и Харков, за да не допуснат врага в икономически важните райони на Източна Украйна. Задачата да сломят германската отбрана получават войските на Воронежкия и Степния фронт, командвани съответно от Николай Ватутин и Иван Конев. Съгласно директивите на Ставката с щурма на Белгород и Харков трябва да се заеме фронтът на генерал Конев. Воронежкият фронт трябва да настъпи от района северозападно от Белгород и с напредването си да заслони от запад колоните, настъпващи към Харков. Части от Югозападния фронт (командващ генерал Малиновски) трябва да ударят по германските позиции южно от града когато силите на Степния фронт наближат от север.
Общата ширина на планираното настъпление е 200 км, а дълбочината – 120 км. Планът получава кодовото название „Пълководец Румянцев“. Едновременно с настъплението започва голяма партизанска операция за нарушаване на комуникациите в тила на германските войски.

## Съотношение на силите
В състава на Воронежкия фронт влизат осем армии от различни родове войски – 27-а, 38-а и 40-а общовойскови, 6-а и 5-а гвардейски, 1-ва танкова и 5-а гвардейска танкова, както и 8-а въздушна армия. В резерв са оставени 47-а и 4-та гвардейска армия, които са отделени от Степния фронт. Така в този фронт остават четири армии – 53-та, 69-а и 7-а гвардейска, както и 5-а въздушна армия. Числеността на двата фронта в началото на настъплението възлиза на 656 000 войници (по други данни – над 980 000 или 1 144 000), повече от 12 000 оръдия и миномети, 2400 танка и самоходни оръдия и над 1300 бойни самолета.
Срещу тези сили германците изграждат мощна отбранителна система с дълбочина от 90 км. Силите им обаче са отслабени заради тежките загуби, претърпени при настъплението в Курската дъга, и от решението на командващия група армии „Юг“ генерал-фелдмаршал Ерих фон Манщайн да прехвърли част от силите от левия фланг на групата армии на юг, за да се противопостави на съветския натиск срещу десния си фланг. През втората половина на юли съветската армия предприема атаки на различни участъци на фронта между река Северский Донец и Азовско море. Най-опасна е атаката при река Миус, но тя е отблъсната в началото на август благодарение на подкрепленията, изпратени от Манщайн. Съществена слабост на германската отбрана по целия фронт е недостигът на мобилни резерви, дължащ се на изхабяването на танковите войски в безплодната операция „Цитадела“. В навечерието на съветското настъпление общите сили на 4-та танкова армия и оперативна група „Кемпф“, отбраняващи Белгород и Харков, възлизат на около 300 000 войници (в т. ч. 200 000 боен състав), 3000 оръдия и миномети, 600 танка и щурмови оръдия и 1000 самолета.

## Ход на операцията
Съветската офанзива започва на 3 август. С помощта на масирани артилерийски и въздушни удари пехотата успява да завладее предните линии германски укрепления северозападно от Белгород. Още на същия ден Ватутин вкарва през мястото на пробивите и двете си танкови армии. Развивайки успеха, те изминават за кратко време 50 км. Германската отбрана хлътва и крепостите Томаровка и Борисовка са превзети. Бързото изчерпване на тактическите резерви кара Манщайн да прехвърли по спешност четири танкови дивизии обратно от фронта в Донбас. Твърде късно е обаче да задържи Белгород, който пада под ударите на Степния фронт на 5 август.
Шест дни по-късно (11 август) частите на фронта достигат подстъпите на Харков. В същото време ударната групировка на Воронежкия фронт прекъсва една от основните комуникационни връзки на германската харковска групировка – жп линията от Полтава. В резултат на това оперативната група „Кемпф“, бранеща Харков, е отделена от 4-та танкова армия. Съветките войски продължават усилията да я обкръжат окончателно.
В този момент започва контранастъпление на германските войски западно от Харков. Немското командване планира два едновременни удара срещу авангарда на Воронежкия фронт от района южно от Богодухов и западно от Ахтирка. Поради бавното съсредоточаване на ахтирската групировка ударите не са синхронизирани. В сражения южно от Богодухов между 11 и 17 август германските подкрепления (танковите дивизии на СС „Мъртвешка глава“, „Викинг“ и „Райх“, заедно с части от 3-та танкова дивизия) изтласкват съветските войски (части нта 1-ва танкова, 5-а гвардейска танкова, 5-а гвардейска и 6-а гвардейска армия) на север, но не успяват да ги разбият. Железницата Полтава – Харков отново минава в немски ръце. Вторият немски контраудар на 18 август води до битката при Ахтирка. Германски танкови и моторизирани части (включително моторизирана дивизия „Велика Германия“, прехвърлена от Брянск) притискат съветската 27-а армия. Ставката въвежда в боя двете си резервни армии (4-та гвардейска и 47-а), които решават изхода от сражението. Германците са принудени да отстъпят, но въпреки това успяват да отклонят съветското командване от усилията да обкръжи Харков.
В това време Степният фронт пробива външния отбранителен пояс около Харков (13 август) и достига (на 17 август) покрайнините на града. След кратка пауза пет съветски армии настъпват от няколко посоки. На 22 август генерал Вернер Кемпф е принуден да нареди отстъпление на войските си на югозапад през единственото шосе и единствената жп линия, останали в германски ръце. Същата нощ Конев нарежда на силите си да щурмуват града. По пладне на 23 август Харков е освободен от нацистка окупация.

## Резултати
С победата в операция „Румянцев“ Червената армия изтласква германците на 140 км на юг и югозапад. От новозаетите позиции тя застрашава тила на германските сили в икономически важната област Донбас. Създадени са благоприятни предпоставки за изтласкването на Вермахта западно от Днепър.
Според съветската историография в Белгородско-Харковската операция са разгромени петнадесет германски дивизии (в т. ч. четири танкови). Съветските загуби в операцията възлизат на близо 255 000 души, в т. ч. 71 000 убити и безследно изчезнали.

## Карта
- Битка при Курск. Контранастъпление на съветските войски през юли – август 1943 г. (60 лет великой победе, 13.5.2008)